# Nemeskolta, Vas
Nemeskolta  este un sat în districtul Szombathely, județul Vas, Ungaria, având o populație de 365 de locuitori (2011). 

## Demografie
Componența etnică a satului Nemeskolta
     Maghiari (97,17%)
     Necunoscut (1,98%)
     Germani (0,85%)
     Alții (1,98%)
Componența confesională a satului Nemeskolta
     Romano-catolici (54,52%)
     Luterani (24,66%)
     Fără religie (3,56%)
     Reformați (3,01%)
     Necunoscută (14,25%)
     Alte religii (1,37%)
Conform recensământului din 2011, satul Nemeskolta avea 365 de locuitori. Din punct de vedere etnic, majoritatea locuitorilor (97,17%) erau maghiari. Apartenența etnică nu este cunoscută în cazul a 1,98% din locuitori.  Din punct de vedere confesional, majoritatea locuitorilor (54,52%) erau romano-catolici, existând și minorități de luterani (24,66%), persoane fără religie (3,56%) și reformați (3,01%). Pentru 14,25% din locuitori nu este cunoscută apartenența confesională.